# Aria (gitary)
Aria (Aria & Co. Inc.) – japońska firma produkująca muzyczne instrumenty strunowe, jak również wzmacniacze basowe i gitarowe oraz pętle efektów. W Polsce firma ta jest mało popularna, ale ciągle zyskuje nowych zwolenników.

## Historia
Firma Aria została założona w Japonii w roku 1956 i funkcjonuje do dziś.
W roku 1996 firma podzieliła się na trzy spółki (tworzące jedną całość):
- Aria & Co – Japonia
- Aria US – Stany Zjednoczone
- Aria UK – Wielka Brytania